# Seznam opatů cisterciáckého kláštera ve Vyšším Brodě

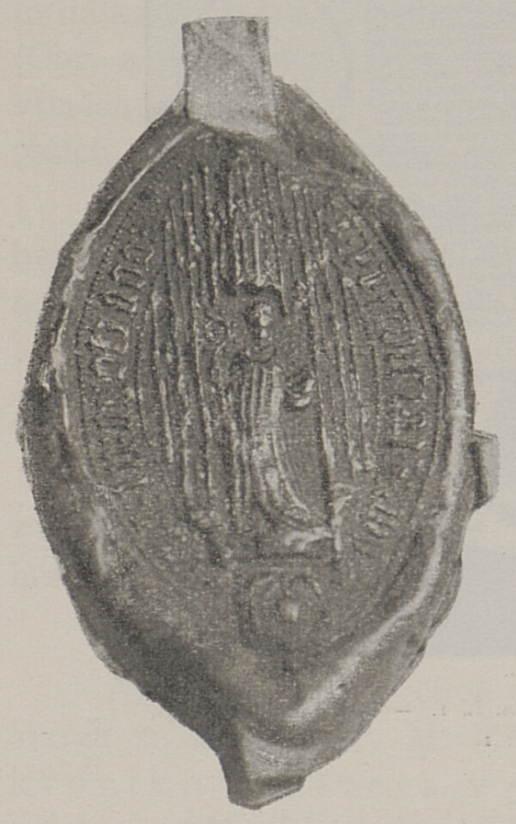
Pečeť opata Přibyslava (začátek 15. století)

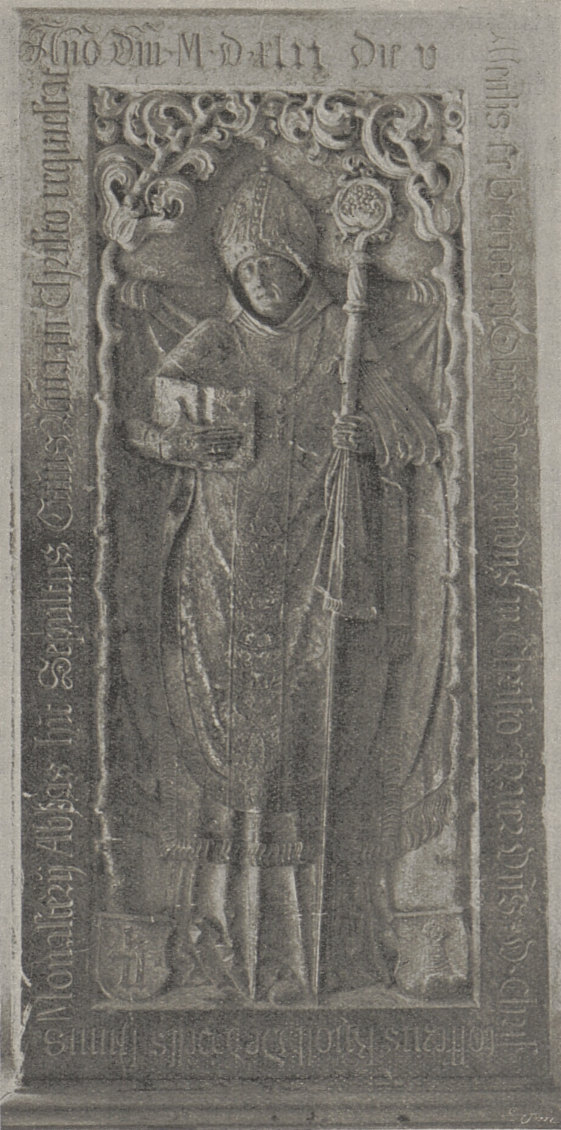
Náhrobek Kryštofa Knolla v klášterním chrámu ve Vyšším Brodě (1. polovina 16. století)

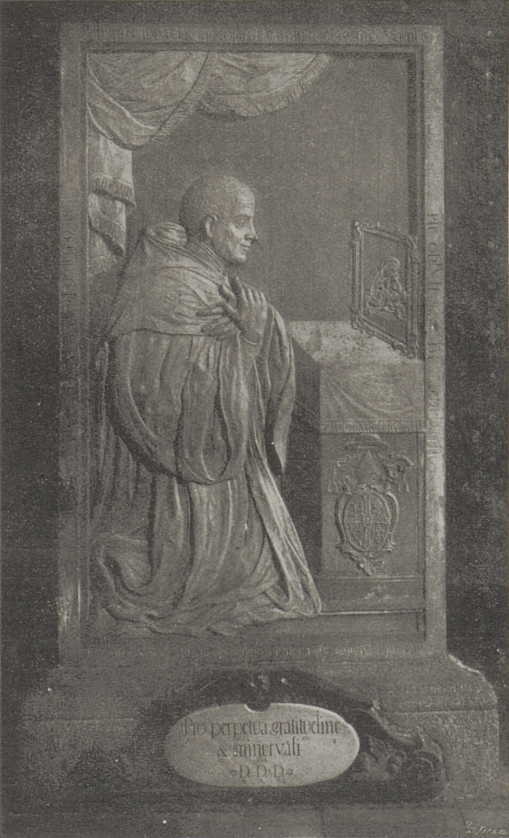
Náhrobek Quirina Mickla v klášterním chrámu ve Vyšším Brodě (2. polovina 18. století)

Seznam opatů cisterciáckého kláštera ve Vyšším Brodě uvádí chronologický přehled všech představených Vyšebrodského kláštera cisterciácků.

## Od počátků kláštera do konce 2. světové války
- 1259–1281	Ota I.
- 1281–1290	Adam
- 1290–1309	Ota II.
- 1309–1313	Štěpán
- 1316–1327	Bartoloměj
- 1327–1349	Tomáš I.
- 1351–1353	Jindřich I.
- 1353–1357	Albert
- 1358–1373	Jindřich II. Purkasser
- 1373–1380	Ota III.
- 1380–1384	Petr
- 1387–1415	Ota IV.
- 1415–1426	Přibyslav
- 1426–1442	Zikmund I. Pirchan
- 1442–1449	Zikmund II.
- 1463–1493	Tomáš II. z Welsu a Lambachu
- 1493–1507	Tomáš III.
- 1507–1528	Kryštof Knoll
- 1528–1549	Pavel II. Klötzer
- 1549–1562	Jan I. Ulrichsberger
- 1562–1576	Jan II. Hayder
- 1576–1587	Jiří III. Taxer
- 1588	Jan III. Harzius
  - 1588–1591	Antonín Flamming, opat na Zbraslavi, administrátor
- 1591–1607	Michal Fabritius
- 1620–1631	Gangolf Scheidinger
- 1631–1641	Jiří II. Schroff
- 1641–1668	Jiří III. Wendschuh ze Zdíře
- 1668–1669	Jindřich III. Janus
- 1669–1687	Jan IV. Clavey
- 1688–1690	František Wendschuh, rytíř ze Zdíře
- 1690–1695	Bernard Hartinger
- 1695–1721	Stanislav Preinfalk
- 1722–1747	Kandidus Heydrich
- 1747–1767	Quirin Mickl
- 1767–1795	Hermann Kurz
- 1795–1801	Oswald Neumann
- 1801–1827	Isidor Teutschmann
- 1828–1857	Valentin Schopper
- 1857–1901 Leopold Wackarž
- 1901–1924 Bruno Pammer
- 1925–1954 Tecelín Jaksch
  - 1939–1945 Dominik Kaindl opat koadjutor
  - Nikolaus Lonsing (formální převor 1954–1959)

## Polistopadové obnovení kláštera
- - 1990–1995 Vojtěch Ivo Kvapil, převor administrátor
  - 1995–2007 Alberich Józef Siwek, opat administrátor
  - od 2007 Justin Berka (převor administrátor 2007–2019, konventuální převor od 2019)